# Lill-Valvattnet
Lill-Valvattnet är en sjö i Åsele kommun i Lappland och ingår i Gideälvens huvudavrinningsområde. Sjön har en area på 0,842 kvadratkilometer och ligger 317 meter över havet. Sjön avvattnas av vattendraget Valvattenbäcken.

## Delavrinningsområde
Lill-Valvattnet ingår i det delavrinningsområde (712754-159611) som SMHI kallar för Utloppet av Lill-Valvattnet. Medelhöjden är 352 meter över havet och ytan är 5,41 kvadratkilometer. Räknas de 7 avrinningsområdena uppströms in blir den ackumulerade arean 44,69 kvadratkilometer. Valvattenbäcken som avvattnar avrinningsområdet har biflödesordning 2, vilket innebär att vattnet flödar genom totalt 2 vattendrag innan det når havet efter 179 kilometer. Avrinningsområdet består mestadels av skog (71 procent). Avrinningsområdet har 0,85 kvadratkilometer vattenytor vilket ger det en sjöprocent på 15,6 procent.